# Mark Ashton
Mark Christian Ashton (19. května 1960 Oldham – 11. února 1987 Londýn) byl britský aktivista za práva gayů, jeden ze zakladatelů organizace Lesbians and Gays Support the Miners (LGSM), tedy Lesby a gayové za práva horníků. Byl členem Komunistické strany Velké Británie a v letech 1985–1986 byl generálním tajemníkem Komunistické ligy mladých.

## Život
Mark Ashton se narodil v Oldhamu, odkud se jeho rodina brzy přestěhovala, a své dětství tak strávil ve městě Portrush v Severním Irsku. V roce 1978 se přestěhoval do Londýna.
V červenci 1984 spolu s Mikem Jacksonem založil skupinu Lesbians and Gays Support the Miners (LGSM), poté co na gay pride v Londýně v roce 1984 zorganizoval finanční sbírku na podporu stávky horníků.
Bylo mu diagnostikováno HIV/AIDS a 11. února 1987 zemřel v Guy's Hospital na pneumocystovou pneumonii. Byl pohřben na Lambethském hřbitově.
V roce 2014 byl natočen film Pride, inspirovaný aktivitami LGSM, kde Marka Ashtona hrál Ben Schnetzer.